# Mistrzostwa Świata w Lekkoatletyce 1995 – rzut oszczepem mężczyzn
Rzut oszczepem mężczyzn – jedna z konkurencji rozgrywanych podczas mistrzostw świata w lekkoatletyce w 1995. Kwalifikacje odbyły się 11 sierpnia, a finał został rozegrany 13 sierpnia.
Do kwalifikacji zgłoszonych zostało 37 zawodników z 27 państw.
Zawody w tej konkurencji wygrał reprezentant Czech Jan Železný. Drugą pozycję zajął zawodnik z Wielkiej Brytanii Steve Backley, trzecią zaś reprezentujący Niemcy Boris Henry.

## Wyniki

### Kwalifikacje
Grupa A
| Miejsce | Zawodnik             | Państwo           | Podejście | Podejście | Podejście | Wynik | Uwagi |
| Miejsce | Zawodnik             | Państwo           | #1        | #2        | #3        | Wynik | Uwagi |
| ------- | -------------------- | ----------------- | --------- | --------- | --------- | ----- | ----- |
| 1.      | Mick Hill            | Wielka Brytania   | X         | 83,54     | –         | 83,54 |       |
| 2.      | Andreas Linden       | Niemcy            | 66,30     | 80,16     | –         | 80,16 |       |
| 3.      | Raymond Hecht        | Niemcy            | 79,82     | X         | 78,32     | 79,82 |       |
| 4.      | Harri Hakkarainen    | Finlandia         | 79,66     | 78,70     | 79,04     | 79,66 |       |
| 5.      | Władimir Sasimowicz  | Białoruś          | 78,40     | 78,94     | 76,54     | 78,94 |       |
| 6.      | Władimir Owczinnikow | Rosja             | 77,48     | 78,28     | X         | 78,28 |       |
| 7.      | Patrik Bodén         | Szwecja           | 75,10     | X         | 77,62     | 77,62 |       |
| 8.      | Andrew Currey        | Australia         | 76,84     | 72,50     | 74,50     | 76,84 |       |
| 9.      | Tom Pukstys          | Stany Zjednoczone | 75,08     | 76,12     | 75,06     | 76,12 |       |
| 10.     | Gavin Lovegrove      | Nowa Zelandia     | 74,98     | X         | X         | 74,98 |       |
| 11.     | Kenneth Petersen     | Dania             | X         | 69,32     | 74,22     | 74,22 |       |
| 12.     | Phillip Spies        | Południowa Afryka | X         | X         | 74,06     | 74,06 |       |
| 13.     | Ivan Mustapić        | Chorwacja         | X         | 73,12     | 71,34     | 73,12 |       |
| 14.     | Édgar Baumann        | Paragwaj          | 72,90     | 71,40     | 70,78     | 72,90 |       |
| 15.     | Wiktor Zajcew        | Uzbekistan        | X         | X         | 71,08     | 71,08 |       |
| 16.     | Aleksandr Fingert    | Izrael            | 68,30     | 66,46     | 70,94     | 70,94 |       |
| 17.     | Kazuhiro Mizoguchi   | Japonia           | X         | 68,66     | X         | 68,66 |       |
| 18.     | Frans Mahuse         | Indonezja         | 62,62     | 68,18     | X         | 68,18 |       |
| 19.     | Fernando Palomo      | Salwador          | X         | 62,90     | X         | 62,90 |       |

Grupa B
| Miejsce | Zawodnik           | Państwo           | Podejście | Podejście | Podejście | Wynik | Uwagi |
| Miejsce | Zawodnik           | Państwo           | #1        | #2        | #3        | Wynik | Uwagi |
| ------- | ------------------ | ----------------- | --------- | --------- | --------- | ----- | ----- |
| 1.      | Jan Železný        | Czechy            | 78,98     | 90,12     | –         | 90,12 |       |
| 2.      | Boris Henry        | Niemcy            | 87,60     | –         | –         | 87,60 |       |
| 3.      | Andriej Morujew    | Rosja             | 85,60     | –         | –         | 85,60 |       |
| 4.      | Steve Backley      | Wielka Brytania   | 83,20     | –         | –         | 83,20 |       |
| 5.      | Seppo Räty         | Finlandia         | 79,82     | 82,42     | –         | 82,42 |       |
| 6.      | Jurij Rybin        | Rosja             | X         | X         | 82,14     | 82,14 |       |
| 7.      | Aki Parviainen     | Finlandia         | 72,74     | 80,98     | –         | 80,98 |       |
| 8.      | Dag Wennlund       | Szwecja           | 74,02     | 77,42     | 79,00     | 79,00 |       |
| 9.      | Emeterio González  | Kuba              | X         | X         | 76,54     | 76,54 |       |
| 10.     | Gregor Högler      | Austria           | 76,12     | 76,08     | 76,40     | 76,40 |       |
| 11.     | Terry McHugh       | Irlandia          | 74,58     | 73,90     | 71,64     | 74,58 |       |
| 12.     | Sigurður Einarsson | Islandia          | 74,10     | 73,74     | 71,18     | 74,10 |       |
| 13.     | Vladimir Parfyonov | Uzbekistan        | X         | 67,22     | 73,64     | 73,64 |       |
| 14.     | Fikret Özsoy       | Turcja            | 73,50     | X         | X         | 73,50 |       |
| 15.     | Ed Kaminski        | Stany Zjednoczone | X         | 70,64     | 71,92     | 71,92 |       |
| 16.     | Kim Ki-hoon        | Korea Południowa  | 67,46     | 70,20     | 66,62     | 70,20 |       |
| 17.     | Juan de la Garza   | Meksyk            | X         | X         | 70,20     | 70,20 |       |
| –       | Donald Sild        | Estonia           | X         | X         | X         | NM    |       |

### Finał
| Miejsce | Zawodnik          | Państwo         | Podejście | Podejście | Podejście | Podejście | Podejście | Podejście | Wynik | Uwagi |
| Miejsce | Zawodnik          | Państwo         | #1        | #2        | #3        | #4        | #5        | #6        | Wynik | Uwagi |
| ------- | ----------------- | --------------- | --------- | --------- | --------- | --------- | --------- | --------- | ----- | ----- |
| 1.      | Jan Železný       | Czechy          | 80,52     | 83,02     | 82,92     | 88,92     | 89,06     | 89,58     | 89,58 |       |
| 2.      | Steve Backley     | Wielka Brytania | 81,10     | X         | 78,30     | X         | 84,92     | 86,30     | 86,30 |       |
| 3.      | Boris Henry       | Niemcy          | 83,10     | 85,16     | 84,30     | 80,36     | 84,06     | 86,08     | 86,08 |       |
| 4.      | Raymond Hecht     | Niemcy          | 83,30     | X         | 82,80     | 83,02     | 81,48     | 81,74     | 83,30 |       |
| 5.      | Dag Wennlund      | Szwecja         | X         | 78,68     | 82,04     | –         | –         | –         | 82,04 |       |
| 6.      | Mick Hill         | Wielka Brytania | 79,06     | 79,88     | 81,06     | X         | 79,06     | X         | 81,06 |       |
| 7.      | Jurij Rybin       | Rosja           | X         | 75,76     | 81,00     | X         | 79,54     | X         | 81,00 |       |
| 8.      | Andreas Linden    | Niemcy          | X         | 80,76     | X         | 79,72     | –         | 78,16     | 80,76 |       |
| 9.      | Aki Parviainen    | Finlandia       | 79,58     | X         | X         | NQ        | NQ        | NQ        | 79,58 |       |
| 10.     | Andriej Morujew   | Rosja           | X         | 78,30     | 79,14     | NQ        | NQ        | NQ        | 79,14 |       |
| 11.     | Seppo Räty        | Finlandia       | 78,66     | 78,76     | 74,94     | NQ        | NQ        | NQ        | 78,76 |       |
| 12.     | Harri Hakkarainen | Finlandia       | 74,74     | 76,00     | 78,16     | NQ        | NQ        | NQ        | 78,16 |       |